# ياكوب بيوتروفسكي
ياكوب بيوتروفسكي (بالبولندية: Jakub Piotrowski)‏ (4 أكتوبر 1997 بتورون في بولندا - ) هو لاعب كرة قدم بولندي في مركز الوسط. لعب مع بوغون شتشين.

## وصلات خارجية
- ياكوب بيوتروفسكي على موقع الاتحاد الأوربي (الإنجليزية)
- ياكوب بيوتروفسكي على موقع قاعدة بيانات كرة القدم.إي يو (الإنجليزية)
- ياكوب بيوتروفسكي على موقع Soccerway.com (الإنجليزية)
- ياكوب بيوتروفسكي على موقع عالم كرة القدم.نت (الإنجليزية)